# Borostyán (növénynemzetség)
A borostyán (Hedera) az ernyősvirágzatúak (Apiales) rendjébe, ezen belül az aráliafélék (Apiaceae) családjába tartozó növénynemzetség. Fő elterjedési területe Európa, Észak-Afrika, Közép- és Kelet-Ázsia. Legismertebb faja a közönséges borostyán. A Soroksári Botanikus Kertben kb. 160 tagú gyűjteménye található, ez Magyarországon a legnagyobb élő borostyángyűjtemény.

## Tulajdonságai
Fás szárú, örökzöld kúszónövények. Nem élősködők: rövid léggyökereik táplálék-, vagy folyadékfelvételre nem alkalmasak. Jellemző rájuk a heterofillia (kétfélelevelűség), vagyis a csak vegetatív kúszóhajtások levelei más alakúak, mint a napos, magasabbra felkapaszkodott, virágzó hajtásokon növők. Virágzatuk ernyős, virágaik öttagúak, zöldessárga színűek. A termés fekete vagy sárga húsos csontár.

## Rendszerezés
A nemzetségbe az alábbi 18 faj tartozik:
- Hedera algeriensis Hibberd
- Hedera azorica Carrière
- szobaborostyán (Hedera canariensis) Willd.
- Hedera caucasigena Pojark.
- kaukázusi borostyán (Hedera colchica) (K.Koch) K.Koch
- budai borostyán (Hedera crebrescens)
- Hedera cypria McAll.
- közönséges borostyán (Hedera helix) L.
- ír borostyán (Hedera hibernica) Poit.
- Hedera iberica (McAll.) Ackerf. & J.Wen
- Hedera maderensis K.Koch ex A.Rutherf.
- Hedera maroccana McAll.
- Hedera nepalensis K.Koch
- Hedera pastuchovii Woronow
- Hedera rhizomatifera (McAll.) Jury
- Hedera rhombea (Miq.) Paul
- Hedera sinensis (Tobler) Hand.-Mazz.
- Hedera taurica (Hibberd) Carrière